# Kanton Bourbonne-les-Bains
Bourbonne-les-Bains is een kanton van het Franse departement Haute-Marne. Het kanton maakt deel uit van de arrondissementen Langres (27) en Chaumont (9).

## Gemeenten
Het kanton Bourbonne-les-Bains omvatte tot 2014 de volgende 12 gemeenten:
- Aigremont
- Bourbonne-les-Bains (hoofdplaats)
- Le Châtelet-sur-Meuse
- Coiffy-le-Haut
- Damrémont
- Enfonvelle
- Fresnes-sur-Apance
- Larivière-Arnoncourt
- Melay
- Montcharvot
- Parnoy-en-Bassigny
- Serqueux

Door de herindeling van de kantons bij decreet van 17 februari 2014, met uitwerking op 22 maart 2015, werd het kanton uitgebreid met volgende 24 gemeenten:
- Avrecourt
- Buxières-lès-Clefmont
- Celles-en-Bassigny
- Chauffourt
- Choiseul
- Clefmont
- Daillecourt
- Dammartin-sur-Meuse
- Frécourt
- Is-en-Bassigny
- Laneuvelle
- Lavernoy
- Lavilleneuve
- Marcilly-en-Bassigny
- Neuvelle-lès-Voisey
- Noyers
- Perrusse
- Rançonnières
- Rangecourt
- Sarrey
- Saulxures
- Val-de-Meuse
- Vicq
- Voisey